# Plénée-Jugon
Plénée-Jugon (bretonisch Plened-Yugon) ist eine französische Gemeinde mit 2.533 Einwohnern (Stand: 1. Januar 2022) im Département Côtes-d’Armor in der Region Bretagne. Sie gehört zum Arrondissement Saint-Brieuc und zum Kanton Plénée-Jugon (bis 2015: Kanton Jugon-les-Lacs). Die Einwohner werden Plénéens und Plénéennes genannt.

## Geografie
Plénée-Jugon liegt etwa 60 Kilometer nordwestlich von Rennes und etwa 27 Kilometer westsüdwestlich von Dinan. Das Gemeindegebiet wird vom Fluss Arguenon und seinem Zufluss Quiloury durchquert. Umgeben wird Plénée-Jugon von den Nachbargemeinden Plestan und Tramain im Norden, Dolo im Osten und Nordosten, Sévignac im Osten und Südosten, Rouillac im Süden und Südosten, Langourla im Süden, Le Gouray im Südwesten, Penguily im Westen sowie La Malhoure im Nordwesten.
Durch die Gemeinde führt die Route nationale 12. Der Bahnhof, nahe der Gemeinde Dolo, liegt an der Bahnstrecke Paris–Brest.

## Geschichte

### Internierungslager Château de Villeneuve
Eine in Frankreich lange Zeit verdrängte Geschichte war die der Ausgrenzung jener Menschen, die hier als Nomaden (Nomades), Zigeuner (Tsiganes) oder Manouches bezeichnet wurden und werden. Diese Ausgrenzung begann spätestens mit einem Gesetz von 1912, dem in der Zeit zwischen den beiden Weltkriegen weitere Verwaltungsmaßnahmen zur Reglementierung des Alltagslebens und zur Überwachung folgten.
Am 6. April 1940 verfügte Albert Lebrun, der Präsident der französischen Republik, in einem Dekret die Isolierung von Nomaden an besonderen Orten unter Polizeiaufsicht. Begründet wurde dies mit einem angeblichen Risiko, das in Kriegszeiten von „Nomaden“ ausgehe. Im Zuge des Vorrückens der deutschen Wehrmacht kam es dann in der zweiten Hälfte des Jahres 1940 zur Zwangsvertreibung der Sinti und Roma aus dem Elsass, und am 4. Oktober 1940 ordnete der Oberbefehlshaber des Heeres schließlich die zwangsweise „Überführung“ von Sinti und Roma in „Sammellager“ an.
In der Folge wurden in Frankreich etwa 30 Zentren geschaffen, von denen 25 ausschließlich für Sinti und Roma reserviert waren. Eines dieser Zentren existierte laut Hubert von Oktober bis November 1940 in Plénée-Jugon, wo „alle Zigeuner der Côtes-du-Nord […] im beschlagnahmten Château de Villeneuve […] zusammengetrieben“ wurden. Die Einrichtung des Lagers erfolgte aufgrund eines Befehls der deutschen Feldkommandantur 748 in Saint-Brieuc vom 18. Oktober 1940. Am 25. Oktober 1940 heißt es in einem Bericht der Gendarmerie Nationale in Saint-Brieuc, dass bei der Suche nach einem geeigneten Ort die Wahl auf das Château de Villeneuve gefallen sei. Über dessen Zustand heißt es:

« Ce chateau n’est pas habité mais on y a déposé ces jours derníers dans les pièces du Ier étage, du mobilise en provenance de Paris et appartenant à un prisonnier de guerre. En l’état où il se trouve, il n’est pas habitable sans transformation et aménagement sérieux, mais il convient parfaitement à la destination que nous désirons lui voir donner. Il est possible d’y cantonnıer, au rez-de-chaussée, la troupe de garde et les nomades sans abri, il est également possible d’y faire la cuisine dans 2 pièces appropriées et une pompe à eau potable s’y trouve dans la cour. Dans les communs, on pourra vraisemblablement y trouver une salle de disscipline. »

„Dieses Schloss ist nicht bewohnt, aber in den letzten Tagen wurde in den Räumen des ersten Stocks Mobiliar aus Paris deponiert, das einem Kriegsgefangenen gehörte. In dem Zustand, in dem es sich befindet, ist es ohne ernsthafte Umbau- und Einrichtungsarbeiten nicht bewohnbar, aber es eignet sich perfekt für den Zweck, den wir ihm geben wollen. Es ist möglich, dort im Erdgeschoss die Wachtruppe und die obdachlosen Nomaden einzuquartieren, es ist auch möglich, dort in 2 geeigneten Räumen zu kochen und eine Trinkwasserpumpe befindet sich dort im Hof. In den Gemeinschaftsräumen wird es wahrscheinlich einen Raum für die Durchführung von Disziplinarmaßnahmen geben.“

Am 29. Oktober 1940 ordnete der Präfekt rückwirkend zum 1. Oktober an, dass es keine Bewegungsfreiheit mehr für Nomaden im Departement gebe und ein Lager für diesen Personenkreis im Château de Villeneuve einzureichen sei. Er bezog sich dabei ausdrücklich auf die bis in das Jahr 1912 zurückreichenden gesetzlichen Grundlagen zur Ausgrenzung der Nomaden. (Lage)
Von der Internierung waren etwa 50 Personen betroffen darunter „fünf verhaftete Kinder oder Jugendliche[, die] ab dem 11. November 1940 in die öffentliche Schule von Langouhèdre in Plénée-Jugon gebracht wurden, während die kleineren Kinder bei ihren Eltern im Lager blieben“.« Nous avons pu obtenir récemment un document d’archives prouvant que cinq enfants ou adolescents arrêtés furent conduits à partir du 11 novembre 1940 à l’école publique de Langouhèdre en Plénée-Jugon, les enfants plus petits restant avec leurs parents au camp. Les noms des parents ou tuteurs de ces enfants sont mentionnés, ce qui permet pour la première fois de commencer à donner noms à ces personnes victimes d’arrestations et internements. » (1940 : le camp d’internement des Tziganes de Plénée-Jugon sorti de l’oubli, S. 3) Über das weitere Schicksal der Internierten ist bekannt:

« Le camp fut clôturé et les personnes arrétées y restèrent 2 mois en 1940 avant d’être transférées à Coudrecieux dans la Sarthe, le 20 novembre 1940 puis à Mulsanne (Sarthe), pour rejoindre en début 1941, le camp de regroupement de Montreuil-Bellay (Maine et Loire) jusqu’en 1945 et pour certains transférés à Angoulême et libérés enfi n en … 1946 soit deux ans apres la libération de plusieurs régions françaises ! »

„Das Lager wurde eingezäunt und die Verhafteten blieben 1940 zwei Monate dort, bevor sie am 20. November 1940 nach Coudrecieux in der Sarthe und anschließend nach Mulsanne (Sarthe) verlegt wurden. Anfang 1941 kamen sie in das Sammellager Montreuil-Bellay (Maine et Loire), wo sie bis 1945 blieben, und einige wurden nach Angoulême verlegt und erst im Jahr 1945 befreit. 1946, d. h. zwei Jahre nach der Befreiung mehrerer französischer Regionen, befreit wurden!“

Am 12. November 2010 wurde an der Rue de la République in Plénée-Jugon eine Stele zum Gedenken an die 1940 im Château de Villeneuve internierten Sinti und Roma eingeweiht.

## Bevölkerungsentwicklung
| Jahr          | 1962 | 1968 | 1975 | 1982 | 1990 | 1999 | 2006 | 2012 | 2020 |
| ------------- | ---- | ---- | ---- | ---- | ---- | ---- | ---- | ---- | ---- |
| Einwohner     | 2561 | 2526 | 2464 | 2291 | 2235 | 2265 | 2386 | 2436 | 2434 |
| Quelle: INSEE |      |      |      |      |      |      |      |      |      |

## Sehenswürdigkeiten
- Allée couverte de La Roche aux Fées de la Brousse, seit 1970 als Monument historique klassifiziert
- Menhire von Saint-Mirel, seit 1963 als Monument historique klassifiziert
- Pfarrkirche St-Pierre mit Turm aus dem 15. Jahrhundert
- Kloster Notre-Dame von Boquen, ehemaliges Zisterzienserinnenkloster, 1137 von Olivier II. gegründet, seit 1938 als Monument historique klassifiziert
- Schloss La Moussaye
- Schlossruine Saint-Riveul, erbaut 1728

Siehe auch: Liste der Monuments historiques in Plénée-Jugon

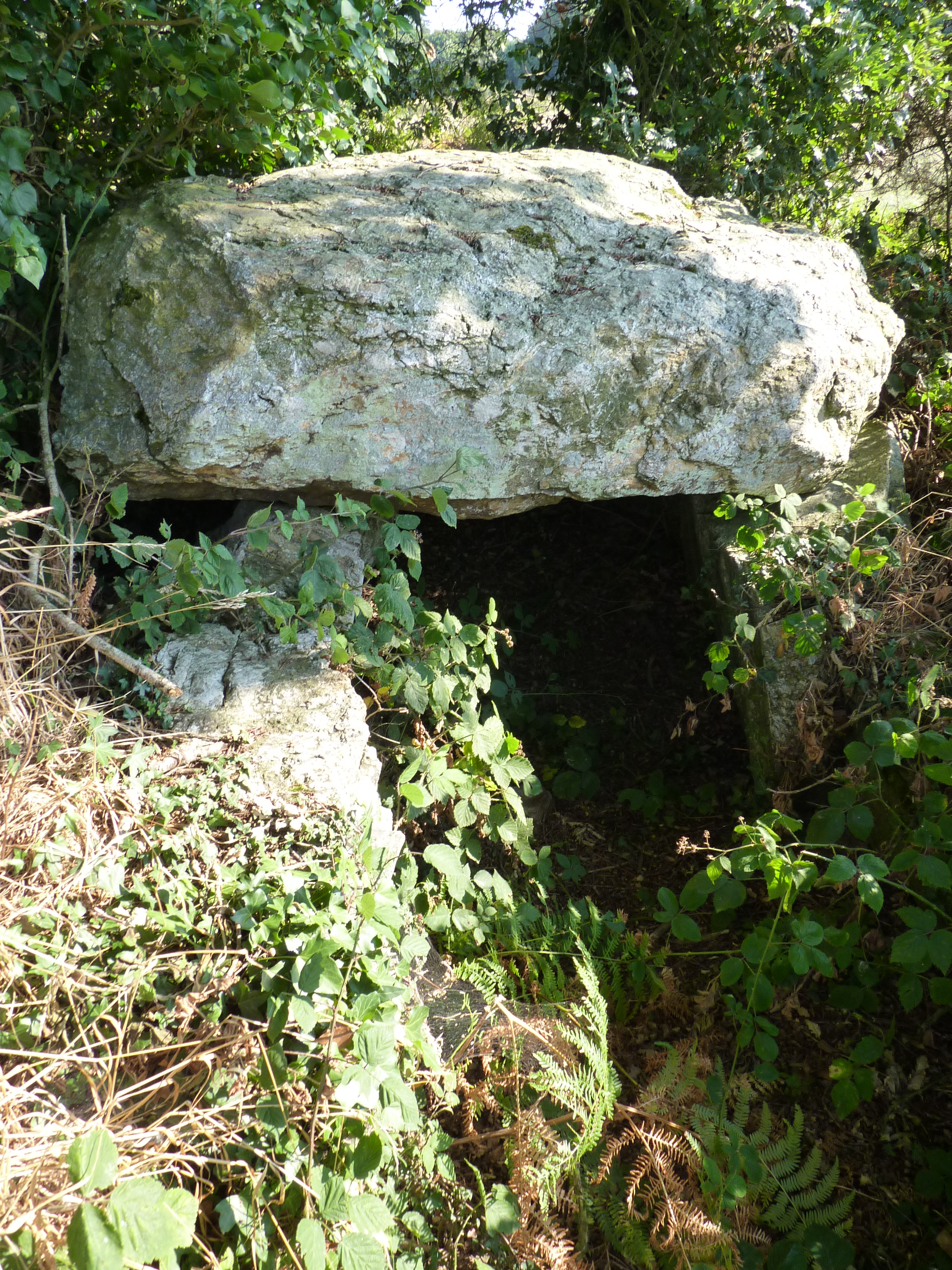
Allée couverte de La Roche aux Fées de la Brousse
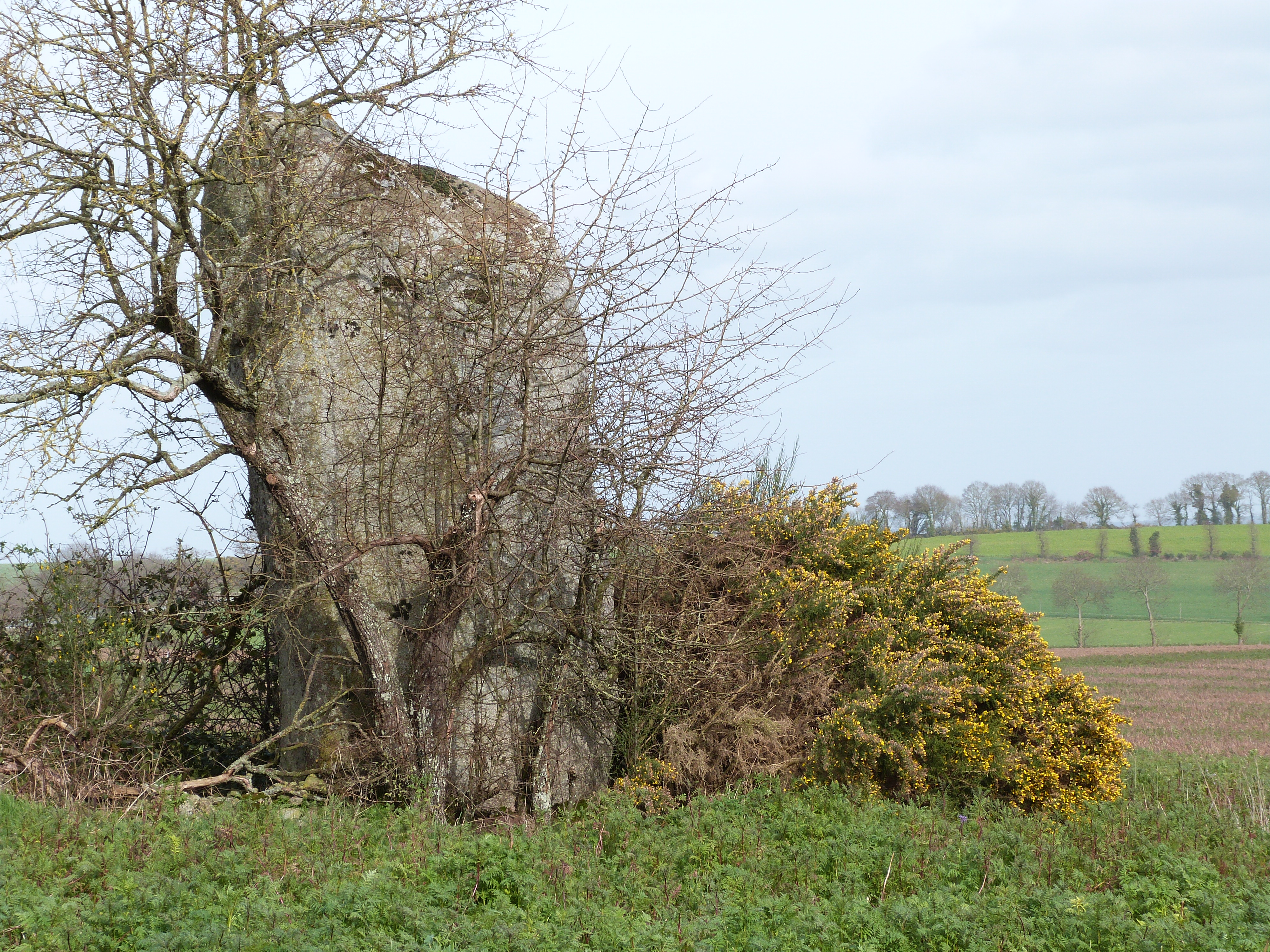
Menhir von Saint-Mirel
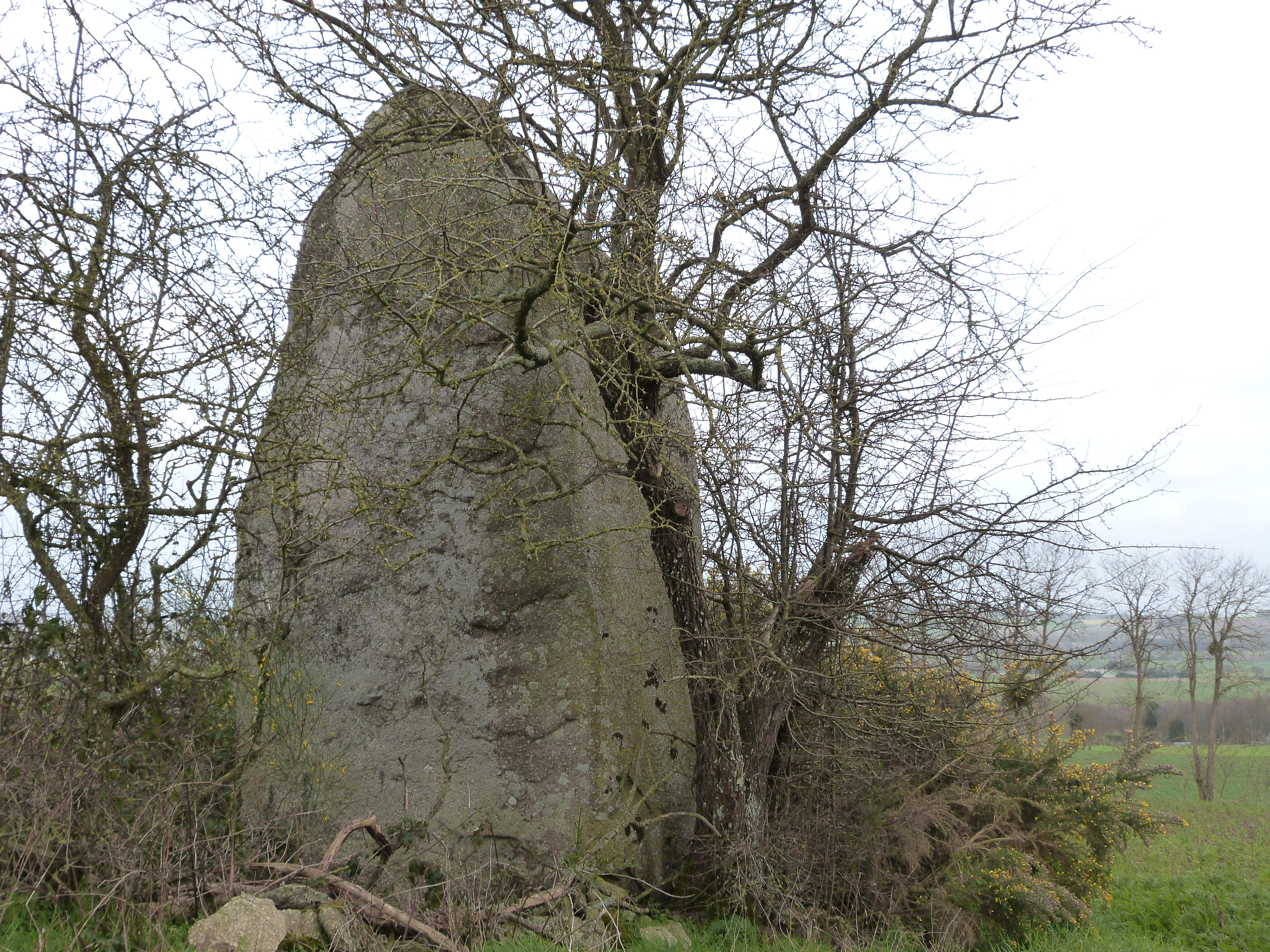
Menhir, genannt La Pierre Longue
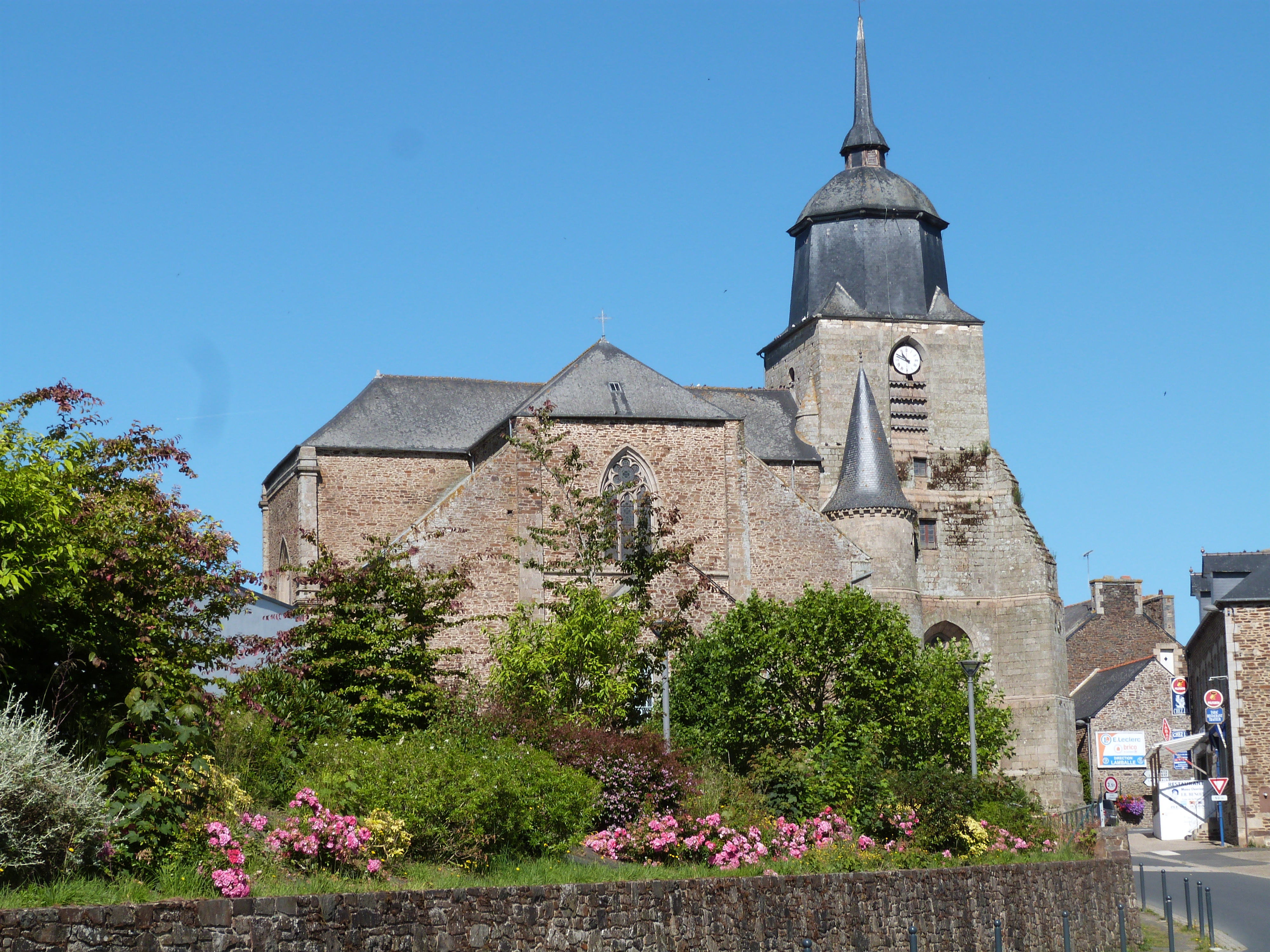
Pfarrkirche St-Pierre
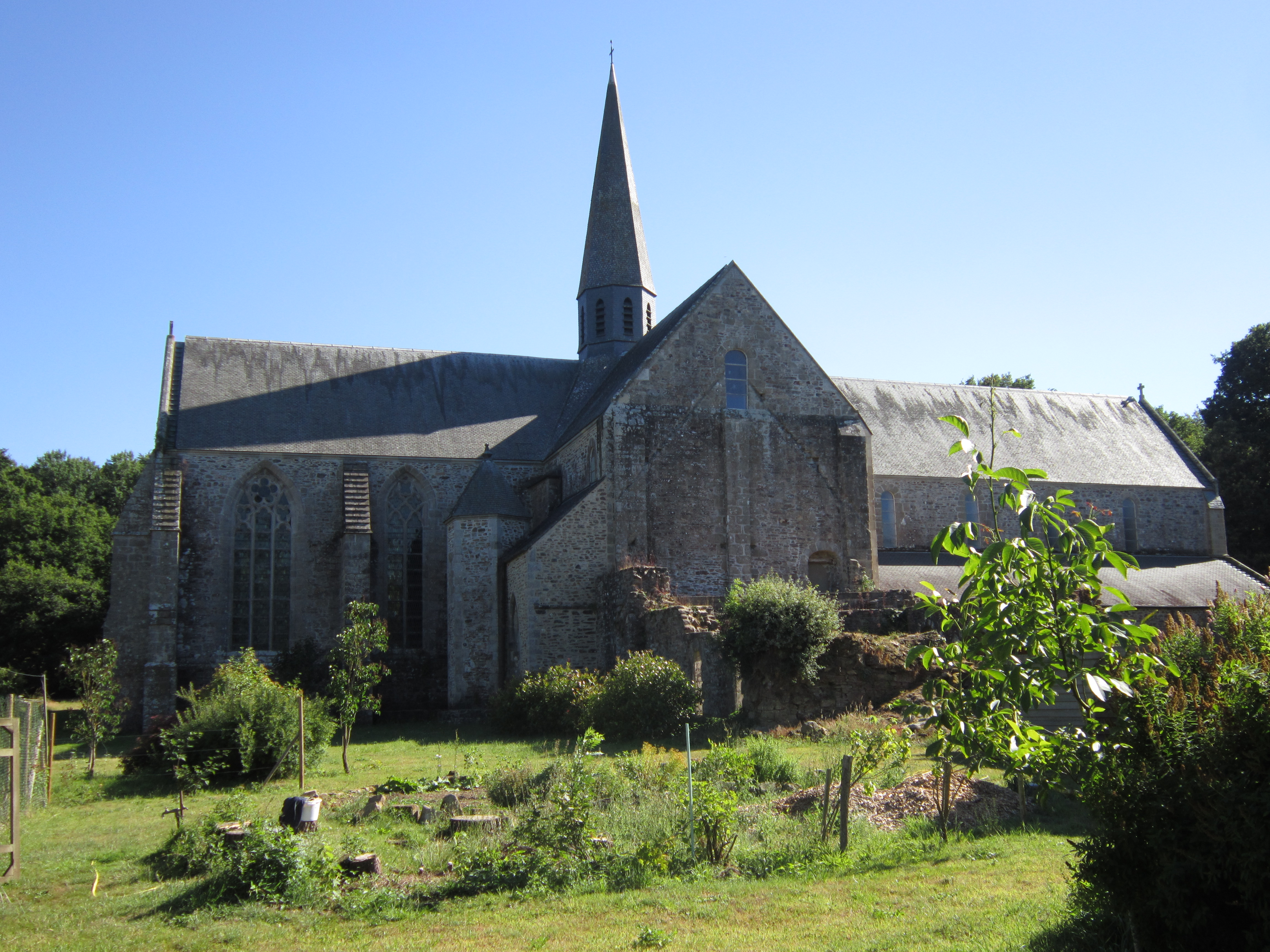
Klosterkirche Notre-Dame
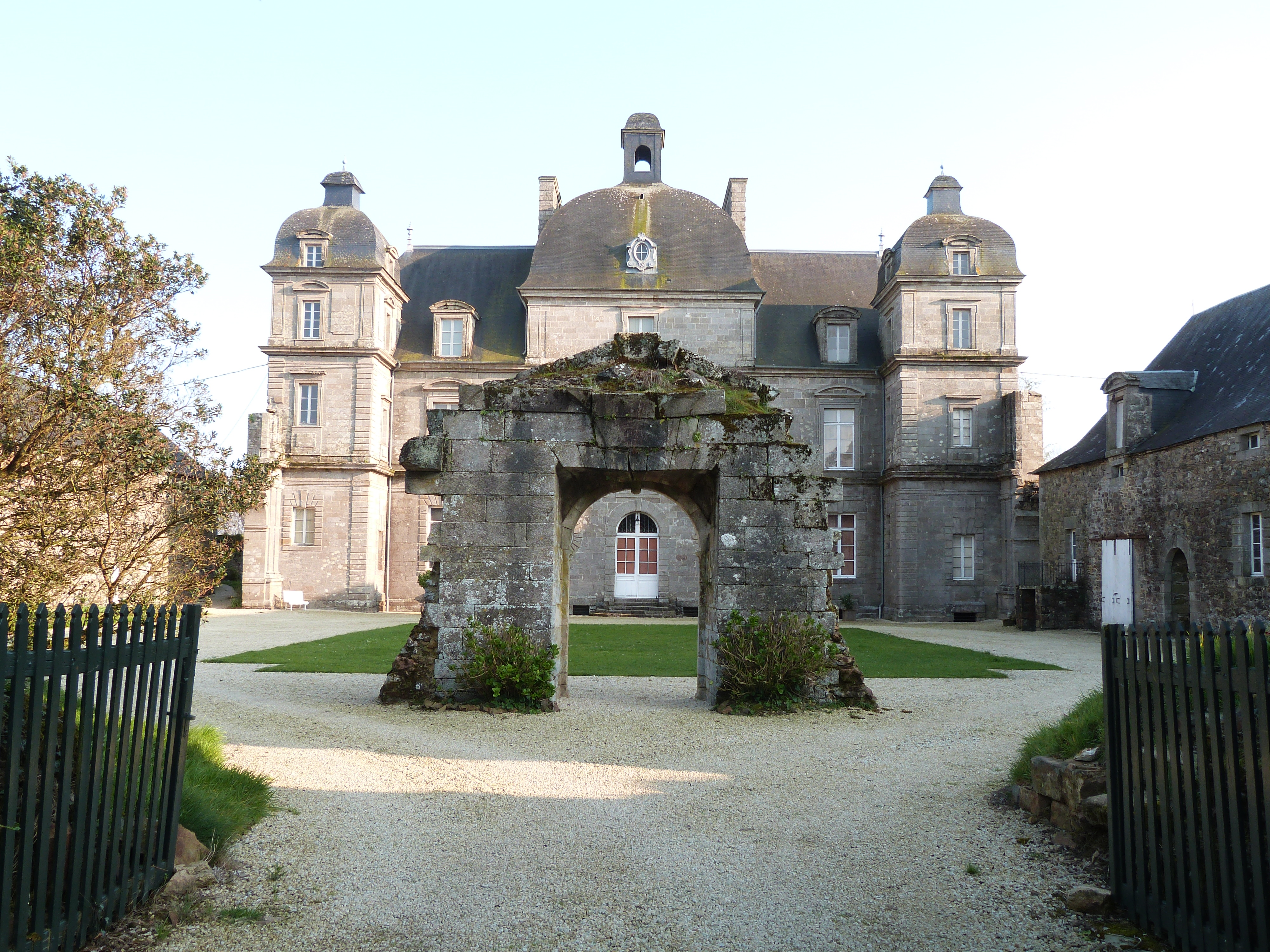
Schloss La Moussaye

## Gemeindepartnerschaft
Es besteht eine Partnerschaft mit der nigrischen Gemeinde Ingall über den Gemeindeverband.